# Niefortunna zamiana
Niefortunna zamiana (ang. Double Take) – amerykańska komedia sensacyjna z 2001 roku napisany przez Graham Greene oraz wyreżyserowany przez George’a Gallo. Wyprodukowany przez Buena Vista Pictures.
Premiera filmu miała miejsce 12 stycznia 2001 roku w Stanach Zjednoczonych.

## Opis fabuły
Finansista Daryl Chase (Orlando Jones) informuje swego szefa, że Don Carlos, właściciel firmy napojów chłodzących, wpłacił na konto do ich banku o sto sześć milionów dolarów za dużo. Daryl podpisywał wszystkie dokumenty związane z tym klientem i nie chce trafić do więzienia. Postanawia sprawdzić firmę w komisji papierów wartościowych.

## Obsada
- Orlando Jones jako Daryl Chase
- Eddie Griffin jako Freddy Tiffany
- Gary Grubbs jako Timothy Jarret McReady
- Daniel Roebuck jako agent Norville
- Sterling Macer Jr. jako agent Gradney
- Benny Nieves jako agent Martinez
- Garcelle Beauvais jako Chloe

i inni